# Elvira Tanderud
Elvira Tanderud, född 25 mars 2004, är en svensk friidrottare med specialisering på kortdistanslöpning. Hon tävlar för Ullevi FK.

## Karriär
Vid Junior-EM i Tallinn, Estland, i juli 2021 deltog Tanderud på 200 meter där hon tog sig till final och slutade på en femteplats. Hon ingick också (tillsammans med Katharina Gråman, Nikki Anderberg och Emilia Franzén) i det svenska laget på korta stafetten som tog sig till final men där växlade över. Vid 2021 års utomhus-SM vann hon guld på 200 meter samt silver på 100 meter.
I februari 2022 vid inomhus-SM tog Tanderud brons på 200 meter på tiden 23,93 sekunder.

## Personliga rekord
| Utomhus - 100 meter – 11,52 (Skara, Sverige 11 juli 2020) - 200 meter – 23,32 (Norrköping, Sverige 14 augusti 2021) - 400 meter – 59,18 (Kristianstad, Sverige 30 maj 2019) - Längdhopp – 5,00 (Jönköping, Sverige 6 maj 2017) | Inomhus - 60 meter – 7,46 (Skellefteå, Sverige 5 mars 2022) - 200 meter – 23,75 (Växjö, Sverige 26 februari 2022) |